# المسجد العمري (الطرة)
المسجد العمري الكبير أو مسجد عمر بن الخطاب هو مسجد أثري قديم في الطرة يعود تاريخه لزمن الخلافة الراشدة؛ تحديداً لزمان الخليفة الراشد الثاني عمر بن الخطاب. وتُروى بين البعض من أهل الطرة أن عمر بن الخطاب قد صلى في مكان المسجد خلال رحلته نحو دمشق بُعيد فتحها على يد المسلمين؛ فبُني المسجد في ذاك المكان، ولكن لا دليل تأريخي يدل على ذلك. 
هُدم المسجد بشكل مؤسف عام 2005 م؛ وذلك لتهدّم سقفه والمخاوف من تحوله لمكب للنفايات الخاصة بمنطقة الوسط التجاري، إضافة إلى ما عاناه المسجد من جانب الدوائر الأثرية المختصة من الإهمال؛ بحجة أن المسجد هو وقف يقع ضمن اختصاص وزارة الأوقاف، كما كان هناك مسعى لبناء سوق مكان بناء المسجد؛ كون المسجد يقع في منطقة الوسط التجاري في الطرة. وقد بني في مكان بناء المسجد، مجمع تجاري صغير يعلوه مسجد صغير يحمل اسم مسجد عمر بن الخطاب، مما يجعله امتدادا للمسجد الأثري.

## التصميم

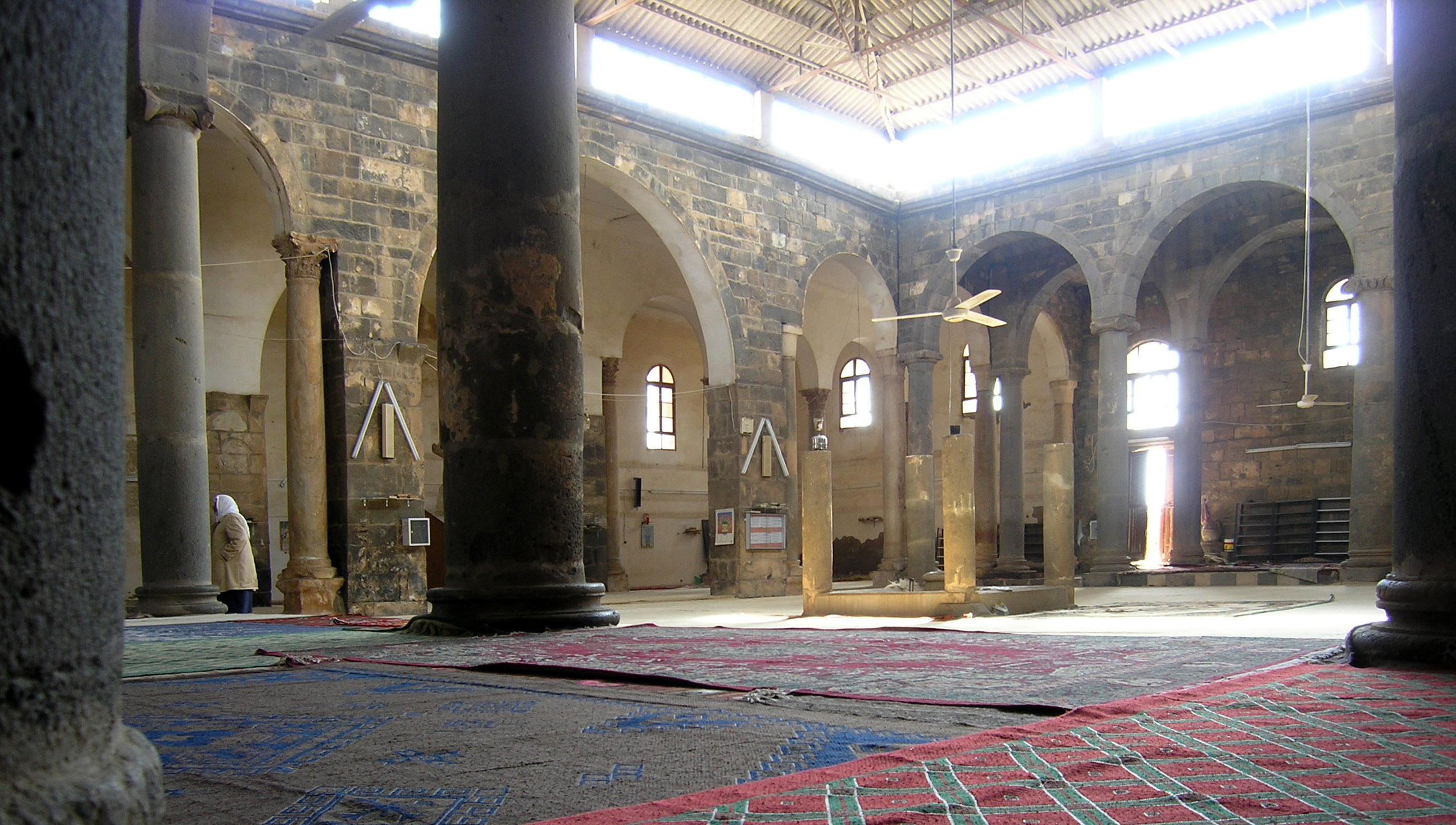
المسجد العمري في بصرى يشابه المسجد العمري المهدوم في الطرة

يشابه المسجد العمري في الطرة في تصميمه المسجد العمري في بصرى. ومما يُذكر فقد جُدد بناء المسجد عام 1303 هـ بُعيد السكن الحديث في الطرة.